# Festkörperakkumulator
Ein Festkörperakkumulator, auch Feststoffbatterie oder Festkörperbatterie genannt, ist eine spezielle Bauform von Akkumulatoren, bei der beide Elektroden und auch der Elektrolyt aus festem Material bestehen.

## Aufbau und Funktion
Festkörperakkumulatoren unterscheiden sich insbesondere durch den festen Elektrolyten von den herkömmlichen Akkumulatoren. Die Aufgabe des Elektrolyten ist die Leitung von Ionen zwischen Anode und Kathode. Je nach Zellchemie ist das zu leitende Ion unterschiedlich, beispielsweise in Lithium-Ionen-Batterien das Lithium-Kation oder in Natrium-Ionen-Batterien das Natrium-Kation. Häufig beruht der Ladungstransport in Festelektrolyten auf verschiedenen Sprung-Prozessen im Festkörpergitter. Die Ausprägung dieser Prozesse ist je nach verwendetem Elektrolyten unterschiedlich und hängt auch von der Ausbildung verschiedener Defekte, wie etwa Schottky-Defekten, Frenkel-Defekten oder besetzten Zwischengitterplätzen ab.
Zur Verwendung von Festelektrolyten in Festkörperbatterien sollten diese eine möglichst hohe Ionenleitfähigkeit sowie eine sehr geringe elektrische Leitfähigkeit aufweisen. Damit Festkörperbatterien die Energiedichten von herkömmlichen Akkumulatoren übertreffen können, müssen metallische Anoden zur Anwendung kommen. Im Falle einer Lithium-Ionen-Batterie müsste also metallisches Lithium statt des bisher eingesetzten Graphits verwendet werden. Metallisches Lithium neigt bei der Zyklisierung der Batterie zur Bildung von Dendriten. Dendriten können von der Lithium-Anode bis zur Kathode wachsen und dadurch einen elektrischen Kurzschluss verursachen. Das ist auch der Grund, warum der Einsatz von metallischem Lithium in herkömmlichen Batterien bisher nicht möglich war. Weitere Anforderungen an Festelektrolyten sind daher eine gute Stabilität gegenüber Lithium sowie gegen die Ausbildung von Dendriten. Die Gründe für die Bildung von Dendriten in Lithium-Ionen-Festkörperbatterien sind bislang noch nicht vollständig geklärt und werden intensiv erforscht.
Die verwendeten Materialklassen für Lithium-Ionen-Festkörperbatterien können unterschiedlich klassifiziert werden. Häufig erfolgt eine Einteilung in die drei Materialklassen: polymere, sulfidische oder oxidische Elektrolyte.

Aufbau eines Lithium-Luft-Akkumulators mit einem Festkörperelektrolyten

Gegenwärtige Lithium-Luft-Festkörperakkumulatoren verwenden eine Anode aus Lithium, einen Elektrolyten, der entweder aus einer Keramik bzw. aus Glas oder aber aus einem Glas-Keramik-Kompositmaterial besteht, sowie eine Kathode aus porösem Kohlenstoff. Die Anode und Kathode sind i. d. R. vom Elektrolyten durch Polymer-Keramik-Verbundstoffe getrennt, die den Ladungstransfer an der Anode verbessern und die Kathode elektrochemisch mit dem Elektrolyten verbinden. Die Polymer-Keramik-Verbundstoffe dienen dazu, den Widerstand zu verringern.
Beispiele für solche Ionenleiter sind Ag4RbI5 für den Ladungstransport von Ag+-Ionen und LiI/Al2O3-Mischungen für den Ladungstransport von Li+-Ionen.

## Eigenschaften
Festkörperakkumulatoren weisen grundsätzlich die folgenden beiden Eigenschaften auf: niedrige Leistungsdichte und hohe Energiedichte. Die erste Beschränkung tritt wegen der Schwierigkeit auf, hohe Ströme über Festkörper-Festkörper-Grenzflächen zu übertragen. Andererseits haben diese Akkumulatoren gewisse Vorteile, die diesen Nachteil aufwiegen: Sie sind leicht zu miniaturisieren (sie können z. B. in Form einer dünnen Schicht gefertigt werden), und die Gefahr, dass der Elektrolyt durch Undichtheiten den Akkumulator beschädigen könnte, besteht nicht. Sie haben in der Regel eine sehr lange Lebensdauer und Lagerfähigkeit und zeigen gewöhnlich auch bei Temperaturschwankungen (die bei flüssigen Elektrolyten zu Einfrieren oder Sieden des Elektrolyten führen können) keine abrupten Veränderungen ihrer Leistung. Als weiterer Vorteil von Festkörperakkumulatoren (im Gegensatz zu Lithium-Ionen-Akkumulatoren) kommt hinzu, dass sie nicht entflammbar sind.
Der Hauptnachteil von Festkörperakkumulatoren ist die geringe Ionen-Leitfähigkeit der meisten Glas-Keramik-Elektrolyten. Die Ionen-Leitfähigkeit der gegenwärtigen Festkörper-Elektrolyten ist noch immer geringer als die Ionen-Leitfähigkeit von flüssigen Elektrolyten.
Die Volumen-Leistungs-Dichte bestimmt die Größe, die Masse-Leistungs-Dichte die Masse der Zellen. Bei der Elektromobilität spielt diese eine wesentliche Rolle. Das Ragone-Diagramm verdeutlicht den Zusammenhang zwischen Leistungsdichte und Energiedichte. Laut IBM-Forschern liegt die theoretisch erreichbare spezifische Energie der Lithium-Luft-Akkumulatoren (ohne Masse des Luftsauerstoffes) bei mehr als 11 kWh pro Kilogramm (kWh/kg). Die Forscher glauben, dass eine praktisch ausgeführte Lithium-Luft-Batterie etwa ein Zehntel dieses theoretischen Maximalwertes erreichen könnte.

## Bisherige Lithium-Ionen-Akkumulatoren
Zu den Nachteilen von gegenwärtigen Lithium-Ionen-Akkumulatoren gehören z. B. notwendige Kühl- und sonstige Vorrichtungen, die mehr als die Hälfte des Volumens eines Lithium-Ionen-Akkumulators ausmachen können. Zudem sind die meisten flüssigen Elektrolyte brennbar, was zusätzliche Sicherheitsvorrichtungen erfordert. Um die Lebensdauer der Elektroden zu verlängern, muss der Akkumulator auch noch gekühlt werden, und es muss verhindert werden, dass der Akkumulator gänzlich geladen bzw. entladen wird. Die Festkörperakkumulatoren der Firma Sakti3 basieren prinzipiell zwar noch immer auf der Lithium-Ionen-Technologie, jedoch wird der flüssige Elektrolyt hierbei durch eine dünne Schicht eines Festkörperelektrolyten ersetzt, der unbrennbar ist. Einige Prototypen waren ziemlich robust und überstanden Tausende von Lade-Entlade-Zyklen.

## Anwendung
Die Firma Mercedes-Benz verwendet Festkörperakkumulatoren auf Lithium-Basis in ihrem eCitaro. Der Energieinhalt der Batterien beträgt 252 bis 441 kWh, aufgeteilt in vier bis sieben Module. Seit Februar 2021 werden diese Busse von der ESWE Verkehrsgesellschaft in Wiesbaden regulär eingesetzt. Mercedes-Benz testet seit Dezember 2024 einen Festkörperakkumulator in einem serienmäßigen Mercedes-Benz EQS im Straßenverkehr. Der Akku wird vom US-Hersteller Factorial Energy produziert. Die Energiedichte soll bei bis zu 450 Wattstunden pro Kilogramm liegen. Die Reichweite erhöht sich dadurch bei gleichem Akkuvolumen und Akkugewicht, laut Mercedes-Benz, um bis zu 25 Prozent (von bisher ca. 821 km auf möglicherweise 1026 km). Mit dem Festkörperakkumulator könnte die Kapazität von normalerweise 118 kWh beim Mercedes-Benz EQS auf ca. 148 kWh ansteigen. Der Akku wird passiv gekühlt, d. h. nicht mit einer Flüssigkeitskühlung.
Der IM L6 von IM Motors verwendet eine sehr schnell aufladbare 133-kWh-Halb-Feststoffbatterie mit halbfestem Elektrolyt von Qingtao Energy, einem 2014 aus einer chinesischen Universität entstandenen Start-up in Jiangsu.
Der Nio ET7 bietet einen Semi-Festkörperakkumulator mit 150 kWh vom Pekinger Unternehmen WeLion New Energy Technology an, womit eine Reichweite von über 1000 km nach NEFZ möglich sein soll. Der Nio ES8 verwendet ebenso einen Halb-Festkörperakkumulator mit 150 kWh, womit eine Reichweite von 850 km möglich sein soll.

## Produktion und Produktionspläne
Anfang 2022 plante Swiss Clean Battery (SCB), die weltweit erste Fabrik für Festkörperbatterien mit einer Anfangsproduktion von 1,2 GWh zu eröffnen, die auf 7,6 GWh skaliert werden soll. Nachdem sich der Bau einer Fabrik in Wigoltingen zeitlich als nicht realistisch erwiesen hatte, wird ein bereits entwickeltes Areal in Ems gekauft, sobald 100 Millionen Eigenkapital beisammen sind.
Im Oktober 2023 gaben Idemitsu und Toyota bekannt, Festkörperbatterien zu entwickeln und dann 2027 bis 2028 in Serie herzustellen.
Das Bonner Unternehmen High Performance Battery unter Leitung von Prof. Dr. Günther Hambitzer hat im Mai 2024 einen Feststoff-Akku zur Serienreife entwickelt. Der Akku hat in Tests mehr als 12.500 Ladezyklen überstanden ohne wesentlichen Kapazitätsverlust. Der Feststoff-Akku ist nicht entflammbar und kann im Temperaturbereich von −40 Grad Celsius bis +60 Grad Celsius arbeiten. So entfällt beispielsweise das Vorheizen des Akkus im Winter. Das Unternehmen bietet den Akku als Lizenzmodell an.
Der SAIC-Konzern (ein Staatskonzern der VR China mit Sitz in Shanghai) ist der größte Automobilhersteller der VR China. Das Unternehmen kündigte im Juli 2024 an, es wolle schon in zwei Jahren mit der Massenproduktion von Feststoffbatterien beginnen. Erste Modelle der SAIC-Premiummarke IM Motors sollen Anfang 2027 ausgeliefert werden. Anfang 2024 gründete die VR China eine Industrieallianz für Feststoffbatterien. Im Mai 2024 kam ein mit fast 1 Milliarde Dollar ausgestatteter Fonds dazu, mit dem die Regierung die angewandte Forschung fördert.
Gotion Hi-Tech, deren größter Einzelaktionär Volkswagen China ist, hatte im Mai 2024 gemeldet, einen Festkörperakku mit Arbeitstitel "Gemstone" mit 350 Wh/kg entwickelt zu haben. Im November 2024 meldete der chinesische Autohersteller Chery den Bau einer Gigafactory in Wuhu (Anhui) durch die Anhui Anwa New Energy Technology Co, deren Teilhaber Gotion Hi-Tech ist, die Festkörperakkus produzieren soll. Die erste Generation wird 280 Wh/kg erreichen, schon 2025 soll die zweite Generation mit 400 Wh/kg lieferbar sein, und perspektivisch sollen ab 2027 dann 500 Wh/kg erreicht werden.